# Касьяновка (Донецкая область)
Касья́новка (укр. Касянівка) — село на Украине, находится в Никольском районе Донецкой области.
Код КОАТУУ — 1421783301. Почтовый индекс — 87030. Телефонный код — 6246.
После российского вторжения на Украину село оккупировано Россией. 

## Население
- 1970 — 547 чел.
- 1976 — 597 чел.
- 2001 — 708 чел. (перепись)

В 2001 году родным языком назвали:
- русский язык — 627 чел. (88,56 %)
- украинский язык — 42 чел. (5,93 %)
- греческий язык — 33 чел. (4,66 %)
- армянский язык — 3 чел. (0,42 %)
- белорусский язык — 1 чел. (0,14 %)
- идиш — 1 чел. (0,14 %)
- гагаузский язык — 1 чел. (0,14 %)

## Адрес местного совета
87030, Донецкая область, Никольский р-н, с. Касьяновка, ул. Гагарина, 15а, 2-54-31